# Frank Jewett

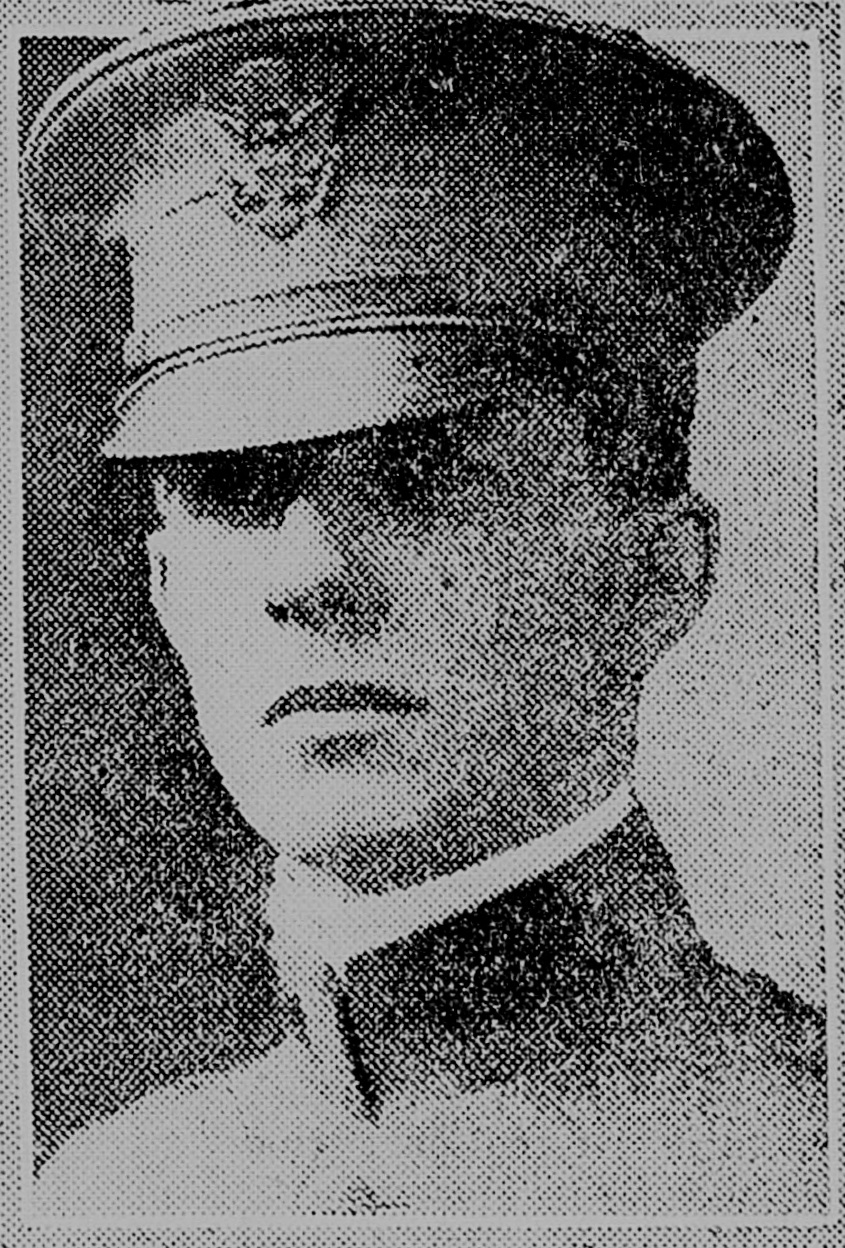
Frank Jewett (1919)

Frank Baldwin Jewett (Pasadena (Californië), 5 september 1879 – Summit (New Jersey), 18 november 1949) was een Amerikaans natuurkundige en de eerste voorzitter van Bell Labs.

## Biografie
Jewett was de zoon van ingenieur Stanley P. Jewett en Phebe C. Mead. Zijn vader was onder andere verantwoordelijk voor de aanleg van de spoorlijn van Los Angeles naar Pasadena, de Los Angeles and San Gabriel Valley Railroad. Hierdoor raakte Frank al vroeg geïnteresseerd in de spoorwegen en was hij van plan om ook in die richting carrière te maken.
In 1898 studeerde Jewett af aan de Throop Institute of Technology (later bekend als Caltech – California Institute of Technology). Hij studeerde natuurkunde aan de universiteit van Chicago, waar hij in 1902 zijn doctorale graad verkreeg. Aansluitend accepteerde hij een onderwijsbaan aan het Massachusetts Institute of Technology (MIT) in Cambridge, waar hij zou aanblijven tot 1904 toen hij ging werken bij de mechanische afdeling van de American Telephone & Telegraph Company (AT&T) in Boston.
In 1907, nadat zijn afdeling was samengevoegd met de ontwerpafdeling van Western Electric, verhuisde hij naar New York waar hij onderzoeksleider werd onder John Joseph Carty, hoofdtechnicus van AT&T. Nadat hij in 1912 een demonstratie had bijgewoond van de triode vacuümbuis, ontwikkelde Jewett samen met zijn AT&T-team op basis van deze triode een telefoonlijnversterker waarmee transcontinentale telefonie mogelijk werd.
In 1925 werd de Bell Telephone Laboratories (Bell Labs) opgericht met ongeveer 3600 medewerkers en met Jewett als voorzitter – een positie die hij zou behouden tot 1940. Van 1940 tot 1944 was hij voorzitter van de Raad van Commissarissen van Bell Labs. Jewett overleed op 70-jarige leeftijd in Summit, New Jersey.

## Erkenning
In 1928 werd hij door de American Institute of Electrical Engineers (AIEE) onderscheiden met de IEEE Edison Medal: "Voor zijn bijdragen aan de elektrische communicatie". In 1935 kreeg hij de Faraday Medal van de Britse Institution of Electrical Engineers (IEE), van het Franklin Institute de Franklin Medal (1936) en de John Fritz Medal (1939).
Jewett was van 1939 tot 1947 voorzitter van de National Academy of Sciences en diende begin 1940 de communicatie sectie van de National Defense Research Committee. Hier leidde hij onder ander inspecties naar de capaciteiten van industriële onderzoekcentra door het gehele land in voorbereiding op de Tweede Wereldoorlog. Voor zijn oorlogsverdiensten ontving hij in 1946 de Medel for Merit.